# 산요식품
산요식품(Sanyo Food Co, Ltd., サンヨーしょくひん, サンヨー食品 산요쇼쿠힌[*])은 일본의 라면전문 식품회사다. 본사는 일본 도쿄에 있다.

## 연혁
- 1953년 11월에 창업함.

## 현재 생산제품
- 비요비요 라면 (ピヨピヨラーメン)
- 장기탄면 (長崎タンメン)
- 삿포로 이치방 (サッポロ一番)
- 반키야 (バソキヤ)
- 돈부리 버전 (どんぶりバージョン)
- 유명점 시리즈 칠드 (有名店シリーズ・チルド)
- 유명점 시리즈 (有名店シリーズ)
- 켄쨩라면 (ケンちゃんラーメン)
- 포켓몬스터 누들 (ポケモンヌードル)
- 하바네로 컵 (暴君ハバネロカップ)